# Pogonatum tubulosum
Pogonatum tubulosum là một loài Rêu trong họ Polytrichaceae. Loài này được Dixon miêu tả khoa học đầu tiên năm 1942.